# Dapao-See
Der Dapao-See (engl.: Lake Dapao) ist ein Binnensee auf der Insel Mindanao in den Philippinen. Der See liegt ca. 7 km südwestlich der Gemeinde Ganassi und des Lanao-Sees auf dem Gebiet der Gemeinde Pualas. Er umfasst eine Fläche von 10,11 km² und hat eine Tiefe von 120 Metern. Sein Abfluss mündet in den Matling, der in Malabang in die Bucht von Illana fließt.
Die Aquavegetation wird dominiert von der Alge Cladophora sp. und der Grundnessel (Hydrilla verticillata). Die Fischbestände bestehen hauptsächlich aus dem Schlangenkopffisch Channa striata, dem Mosambik-Buntbarsch (Oreochromis mossambicus), der Grundel Glossogobius giurus, dem Karpfen (Cyprinus carpio) und Raubwelsen (Clarias sp.). Diese Fischarten werden auch für den kommerziellen Fischfang genutzt. 
Der Dapao-See und das westlich gelegene Umland wurde 1965 zum Lake Dapao National Park erklärt, er umfasst ein Gebiet von 22,24 km².